# Gorno Vranovci
Gorno Vranovci (mazedonisch Горно Врановци, albanisch Vranoc i Epërm) ist ein Dorf im zentralen Teil Nordmazedoniens, das zur Gemeinde Čaška gehört. Die nächstgelegene Stadt ist Veles. Durch das Dorf fließt der Topolka-Fluss.

## Geschichte

Karte von Gorno Vranovci in der Gemeinde Čaška

Das Dorf wurde traditionell von bulgarischen bzw. heute mazedonischen Muslimen bewohnt. Ihre Vorfahren waren Mijaken, die im 16. Jahrhundert zum Islam konvertierten und Ende des 17. Jahrhunderts aus der Reka-Region von West- nach Zentralmakedonien migrierten. Diese gründeten Dörfer wie Gorno Vranovci, Dolno Vranovci und Melnica.
In der französischsprachigen Statistik Ethnographie des Vilayets d'Andrinople, de Monastir et de Salonique zählte im Jahr 1873 Gorno Vranovci 173 Haushalte mit 576 muslimischen Bulgaren (Pomaken).
Laut der Statistik des Ethnographen Wassil Kantschow aus dem Jahr 1900 zählte Gorno Vranovci 1900 Einwohner, welche sich allesamt als muslimische Bulgaren (Pomaken) deklarierten.
1927 führte der deutsche Forscher Leonhard Schultze Gorno Vranovci auf seiner Karte Mazedoniens und ordnete es als ein bulgarisch-muslimisches Dorf auf.
Gorno Vranovci war der Ort, wo am 29. Oktober 1944 die erste mazedonische Zeitung Nova Makedonija (Neumazedonien) veröffentlicht wurde. Im Dorf befand sich ein Partisanenquartier, wo unter anderem die mazedonische Sprache kodifiziert wurde. 
Zwischen 1950 und 1960 wanderten die Einwohner von Gorno Vranovci in die Türkei aus, insbesondere die Stadt Izmir mit einigen anderen Familien, die nach Bursa, Ankara und Edirne gingen. Gorno Vranovci wurde mit Albanern aus den benachbarten Dörfern Gorno Jabolčište und Dolno Jabolčište zusammen mit Albanern aus dem Kosovo, die der Unterdrückung und Gewalt entflohen, neu besiedelt. Ebenso sind Albaner aus Gorno Vranovci in die Türkei ausgewandert, hauptsächlich nach Istanbul.
Laut der letzten Volkszählung von 2002 lebten in Gorno Vranovci 199 Einwohner, davon 189 Albaner, 9 Türken und ein Mazedonier.